# Elgin (Kansas)
Pour les articles homonymes, voir Elgin.
Elgin est une ville américaine située dans le comté de Chautauqua, au Kansas. Selon le recensement de 2010, sa population est de 89 habitants.